# Zniczek maderski
Zniczek maderski (Regulus madeirensis) – gatunek małego ptaka z rodziny mysikrólików (Regulidae). Wyodrębniony ze zniczka (R. ignicapilla). Występuje endemicznie na Maderze. Nie jest zagrożony wyginięciem.
Jako odrębny gatunek zniczek maderski uznawany jest od 2003. Występuje jedynie na Maderze w lasach i zadrzewieniach, szczególnie w lasach wawrzynolistnych. Mierzy blisko 9–10 cm długości i wyglądem przypomina eurazjatyckiego zniczka; odróżnia go jaśniejszy czub, dłuższy dziób i nogi, intensywniej czarne skrzydła, krótsza brew i złotobrązowe barkówki.
Pożywieniem zniczka maderskiego są niemal wyłącznie owady. Gniazdo przypomina kulę z otworem wejściowym blisko szczytu. Na budulec składa się mech, gałązki, porosty, pajęczyna, a na wyściółkę pierze i włosie. Liczba jaj nieznana, prawdopodobnie mniejsza niż u zniczka (7 do 12). Inkubacja trwa do 16,5 dni, młode po maksymalnie 20 dniach od wyklucia są w pełni opierzone.

## Taksonomia
Mysikróliki to niewielka grupa ptaków niekiedy włączana do pokrzewkowatych, jednak często podnoszona do rangi rodziny, zwłaszcza że niedawne badania wykazały, że mimo widocznych po pobieżnych oględzinach różnic, czuby są cechą taksonomicznie odrębną wobec pokrzewek. Nazwa rodziny, Regulidae, i jej jedynego rodzaju – Regulus – pochodzą od łacińskiego słowa regulus, zdrobnienia słowa rex, „król”, co odnosi się do pomarańczowych lub żółtych czubków dorosłych osobników. Epitet gatunkowy madeirensis wywodzi się od nazwy wyspy, na której zniczek maderski występuje. Po raz pierwszy opisał go angielski przyrodnik Edward Vernon Harcourt w 1851. Nadał ptakowi nazwę Regulus madeirensis. Do niedawna traktowany był jako podgatunek R. i. madeirensis zniczka (R. ignicapilla). Analiza filogenetyczna poprzez sekwencjonowanie genu kodującego cytochrom b wykazała różnice na poziomie gatunkowym względem nominatywnej formy zniczka, R. i. ignicapilla. Analiza różnic między genami cytochromu b dała wynik rzędu 8,5%, co jest porównywalne z różnicami dzielącymi innych zbadanych przedstawicieli rodzaju Regulus, na przykład 9% między wspomnianym genem u mysikrólika zwyczajnego (R. regulus) i mysikrólika złotogłowego (R. satrapa). Wydzielenie gatunku (ang.: split) zainicjowało Association of European Rarities Committees (AERC) w 2003. Międzynarodowy Kongres Ornitologiczny ustalił angielską nazwę „Madeiracrest”, jednak nazwa została później zmieniona na „Madeira firecrest”.
Pieśń czterech podgatunków zniczka (nominatywnego R. i. ignicapilla, śródziemnomorskiego R. i. balearicus, południowo-wschodniego R. i. caucasicus i północnoafrykańskiego R. i. laeneni) ma kilka form niewiele różniących się wobec siebie, podczas gdy u zniczka maderskiego wykształciła się tylko jedna forma pieśni, która następnie dzieli się na trzy frazy, gdzie na dwie składają się zmodyfikowane dźwięki wydawane podczas zalotów i sytuacji utarczki między ptakami. Głosy wydawane w trakcie zalotów wykazują szerszy zakres częstotliwości i większą harmonijność w porównaniu do form kontynentalnych. Dorosłe zniczki nie reagują agresywnie czy terytorialnie na odtwarzane pieśni zniczka maderskiego, podczas gdy ptaki z Madery silnie reagują na głosy ptaków z Europy i Afryki. Forma wyspowa została rozpoznana jako takson odrębny na poziomie gatunku na podstawie różnic w morfologii, wokalizacji i genetyce.
Madera, podobnie jak archipelagi Wysp Kanaryjskich i Azorów, jest pochodzenia wulkanicznego i nigdy nie była częścią kontynentu. Powstawanie Madery rozpoczęło się w miocenie i około 700 tys. lat temu występowała już w formie zbliżonej do obecnej. W odległej przeszłości wszystkie archipelagi zasiedlone były przez przedstawicieli Regulus, które ewoluowały w oderwaniu od kontaktu z populacjami kontynentalnymi. Omawiany gatunek pochodzący od zniczka ewoluował na Maderze, a podgatunki mysikrólika na innych wyspach. Różnice pomiędzy genami kodującymi cytochrom b u populacji zniczka z Madery i populacji kontynentalnych wskazują na izolację przez blisko 4 mln lat, to około 2,2 mln lat więcej, niż trwa izolacja mysikrólików na Wyspach Kanaryjskich i Azorach.

## Charakterystyka

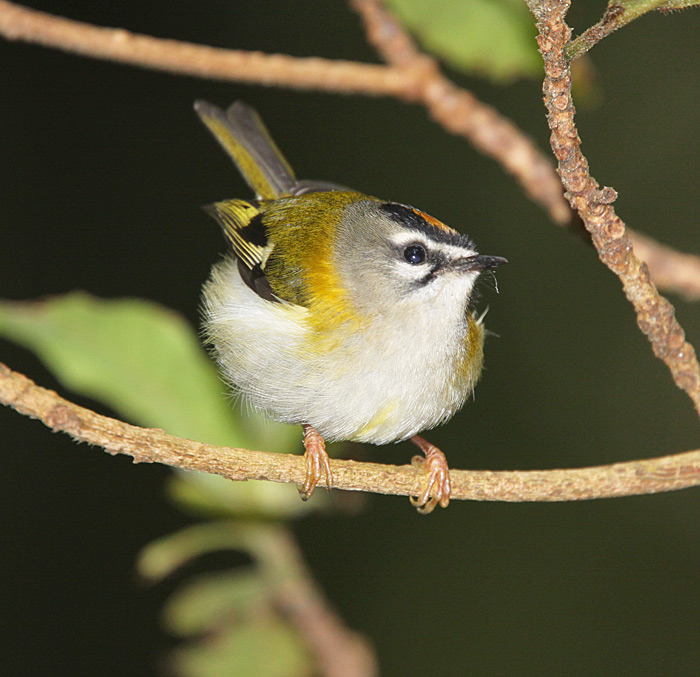
Samiec

Zniczek maderski to mały ptak o okrągłej sylwetce, liczący blisko 9–10 cm długości i osiągający masę 5–7 g. Ernst Hartert podaje długość skrzydła u samca 55–57 mm, a u samicy 52–53 mm. Harcourt pozostałe wymiary zapisał następująco: długość skoku ¾ cala (≈19 mm), długość środkowego palca wraz z pazurem ½ cala (≈13 mm). Autor pierwszego opisu nie przedstawił pełnej formuły skrzydłowej, ale odnotował, że lotki nr 4, 5 i 6 są najdłuższe i równej długości.
Ptak ma jasny, oliwkowozielony wierzch ciała z brązową plamą utworzoną przez barkówki oraz białawy spód ciała z szarobrązowym odcieniem na piersi i bokach; broda i gardło białe ze śladami zieleni. Dostrzec można dwa białe paski skrzydłowe; pokrywy podskrzydłowe przybierają barwę białą. Cienki czarny dziób i czarnobrązowe nogi. Na głowie wzór, w którego skład wchodzi czarny pasek oczny, biała brew i czub – żółty u samicy, zaś w większości pomarańczowy u samca. Osobniki młodociane wyróżnia szarawy odcień na wierzchu ciała, a także brak pasiastego wzoru na głowie; podczas ich pierwszej zimy jedynie lotki i sterówki nie są wymieniane i młode ptaki stają się niemożliwe do odróżnienia od dorosłych w terenie. U tego gatunku zniczka stosowanym sposobem poruszania się są podskoki z ciałem trzymanym poziomo, lot niepewny i furkoczący z wykonywanymi raz po raz unikami.
W porównaniu do zniczka (R. ignicapilla) cechuje go dłuższy dziób i nogi, krótsza brew, więcej czerni na skrzydle i głębsza, złotobrązowa barwa barkówek; czub samca o bardziej wyblakłej barwie. Upierzenie młodych na głowie jest też bardziej ujednolicone, bez słabo zaznaczonej brwi, która zdobi głowy europejskich gatunków.
W repertuar wokalny zarówno zniczka maderskiego, jak i zwyczajnego, wchodzą wysokie dźwięki, jednak maderski gatunek ma swą pieśń podzieloną na trzy części, podczas gdy europejski gatunek swój dźwięk wznosi stopniowo i ma węższy zakres częstotliwości. W głos obu tych ptaków wchodzą wysokie dźwięki zuu zu-zi-zi, jednak R. madeirensis wydaje z siebie także przenikliwe łiz i gwiżdżące pip.

## Zasięg i środowisko

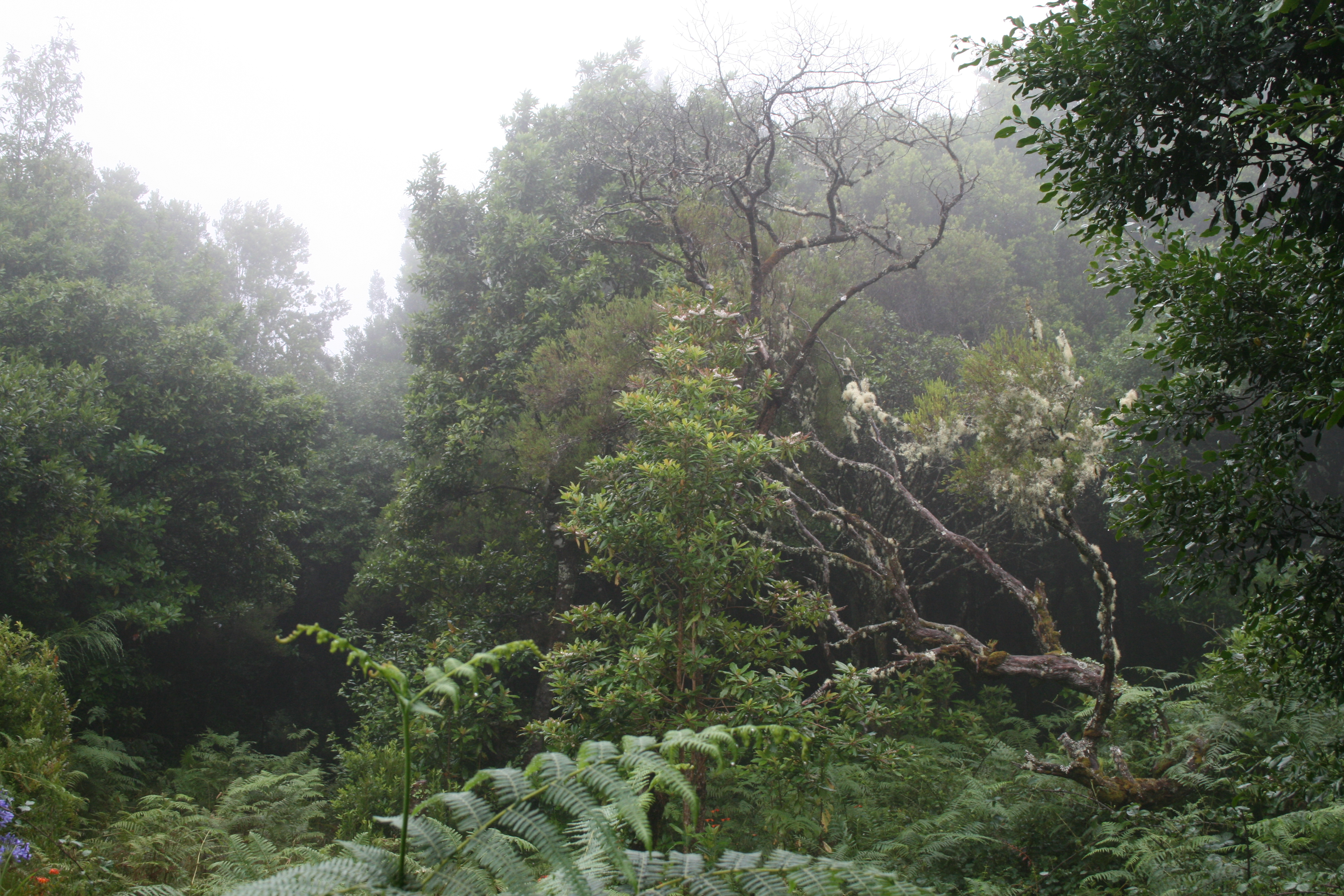
Lasy laurowe na Maderze

R. madeirensis jest endemitem Madery. Spotykany głównie na większych wysokościach między 600 a 1550 m n.p.m. we wszelkich typach lasów i zakrzewień, preferuje jednak wrzośce drzewiaste (Erica arborea). Mimo że to gatunek wysoce przystosowany do endemicznych wrzośców drzewiastych, gnieździ się także w bobowatych właściwych, reliktowych lasach wawrzynolistnych, lasach zdominowanych przez dęby i zaroślach introdukowanej kryptomerii japońskiej. Nie występuje na plantacjach eukaliptusów i akacji, które w wielu miejscach zastąpiły pierwotne lasy wawrzynolistne.

## Zachowanie

### Lęgi
Samiec zniczka maderskiego jest aktywny wokalnie w czasie okresu lęgowego, a jego pokazy terytorialności obejmują wysuwanie dzioba w kierunku innego ptaka oraz eksponowanie czuba i wzorzystego upierzenia głowy. To zachowanie odróżnia go od mysikrólika, który wykonuje skłony głową, by wizualnie powiększyć swój czub. R. madeirensis to gatunek monogamiczny. Podobnie jak inni przedstawiciele rodziny buduje gniazdo w postaci zamkniętego kubeczka utworzonego w koronie drzewa, którą to konstrukcję cechuje otwór wejściowy ulokowany w pobliżu wierzchołka. Na zewnętrzną warstwę składa się mech, gałązki, porosty i pajęcze sieci, których ptak używa także celem przytwierdzenia gniazda do gałęzi. Środkową warstwę tworzy mech, zaś wyściółkę pióra (nawet do 3000 sztuk) oraz włosie. W budowie uczestniczy jedynie samica, samiec jednak towarzyszy jej przez ten okres, liczący od kilku dni do trzech tygodni.

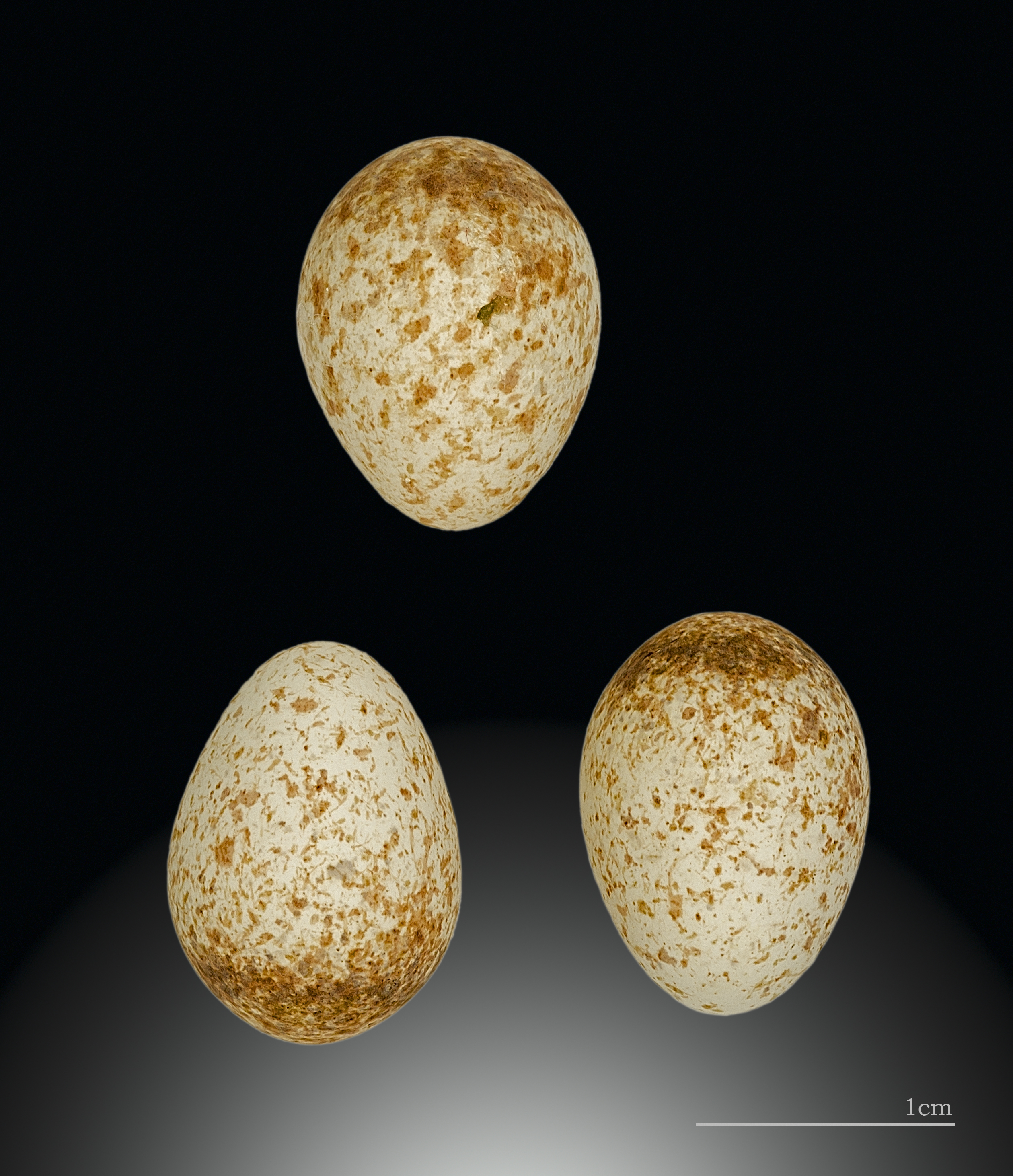
Jaja zniczka maderskiego

Jaja są opisywane jako podobne do znoszonych przez świstunki z rodzaju Phylloscopus (brązowe plamki na białej skorupce), różnią się natomiast od jaj zniczka, które charakteryzuje różowa skorupka z bardzo słabo widocznymi czerwonawymi plamkami przy szerszym końcu. Wielkość zniesienia jest nieznana, ale prawdopodobnie jest mniejsza niż u nominatywnego podgatunku zniczka, u którego w lęgu jest 7–12 jaj. Cztery okazy muzealne (MHNwL) mają wymiary równe w przybliżeniu 13–14 na 10–12 mm. Samica wysiaduje jaja przez 14,5 do 16,5 dni, a po wylęgu opiekuje się młodymi, które uzyskują pełne upierzenie 19 do 20 dni po wykluciu. Zarówno samiec, jak i samica, karmią pisklęta i podloty.

### Pożywienie
Wszystkie gatunki z rodzaju Regulus są niemal wyłącznie owadożerne, polując na małe stawonogi z miękkim oskórkiem, jak skoczogonki, mszyce i pająki. Zjadają także kokony i jaja pająków oraz owadów, niekiedy jedząc pyłek kwiatowy. Zniczek maderski szuka pożywienia pośród drzew, przeczesując głównie górne powierzchnie gałęzi w otoczeniu drzew iglastych lub zbliżonych obszarów liści na drzewach liściastych. To cecha wyróżniająca względem mysikrólika, który często w poszukiwaniu pokarmu bada spód gałęzi i liści. R. madeirensis wypatruje zdobyczy również pośród mchów i porostów, często porastających konary i gałęzie drzew laurowych i dębów.

## Drapieżniki, pasożyty
Mała różnorodność gatunków na wyspie sprawia, że zniczek maderski ma niewielu naturalnych wrogów. Dwa spośród trzech szponiastych, tj. myszołów zwyczajny (Buteo buteo) i pustułka zwyczajna (Falco tinnunculus), polują głównie na małe ssaki, natomiast jeden z podgatunków krogulca, Accipiter nisus granti, specjalizuje się w ptakach leśnych.
Poza nietoperzami na Maderze nie było ssaków, jednak kilka gatunków zostało wprowadzonych (lub zawleczonych) przez człowieka. Należą do nich takie drapieżniki jak: tchórz zwyczajny, szczur śniady i szczur wędrowny oraz zdziczałe koty, które zagrażają głównie pisklętom.
Brak jest informacji na temat pasożytów zniczka maderskiego, wiadomo jednak, że pchła Dasypsyllus gallinulae została zaobserwowana na pokrewnych gatunkach Regulus, a u pozostałych makaronezyjskich gatunków stwierdzono poważne infekcje wywołane przez obcy dla wysp patogen, np. Avipoxvirus (ptasia ospa) i ptasia malaria zostały wykryte u przedstawicieli świergotków kanaryjskich (Anthus berthelotii).

## Status
IUCN uznaje R. madeirensis za gatunek najmniejszej troski (LC – Least Concern). Cały zasięg zniczka maderskiego ogranicza się do jednej wyspy, na której zdaje się być pospolity do bardzo pospolitego. Liczebność populacji w 2015 roku szacowano na 100–200 tysięcy dorosłych osobników. Według tych samych badań populacja zniczka maderskiego rośnie. Przedmiotem troski jest zastępowanie rodzimych lasów wawrzynolistnych przez plantacje eukaliptusów, ale przystosowanie ptaka do zasiedlania plantacji pewnych nierodzimych gatunków może zmniejszać potencjalne ryzyko spadku liczebności.